# オイラダイ・ハーン
オイラダイ・ハーン（モンゴル語: Ойрадай хаан ᠣᠶᠢᠷᠤᠳᠠᠢ
ᠬᠠᠭᠠᠨ Oyiradai qaγan、1387年 - 1425年）は、モンゴル帝国の第25代（北元としては第11代）皇帝（ハーン）。『蒙古源流』ではエセク・ハーン(Esekü qaγan)と表記される。でもエセクは別人。

## 生涯
1387年、四オイラトのケレヌート部のオゲチ・ハシハの子として生まれる。
1415年、ダルバク・ハーンが崩御したため、オイラダイが帝位につき、バトラ丞相の未亡人のサムル公主を娶ってエセク・ハーンとなった。オイラダイ・ハーンはオルジェイト妃子とアジャイ太子、アスト部のアルクタイ太師の3人を自分の家で召し使っていた。
1425年、オイラダイ・ハーンは39歳で崩御し、オルク・テムル・ハーンの子のアダイ・ハーンがモンゴル側で即位した。

## 参考資料
- 岡田英弘訳注『蒙古源流』（刀水書房、2004年、ISBN 4887082436）